# Schweinfurt Hauptbahnhof
Schweinfurt Hauptbahnhof vasúti főpályaudvar Bajorországban, Schweinfurt településen. 1874. december 15-én nyílt meg. Forgalma alapján a német vasútállomás-kategóriák harmadik csoportjába tartozik.

## Kapcsolódó vasútvonalak
- Bamberg–Rottendorf-vasútvonal
- Schweinfurt–Meiningen-vasútvonal
- Kitzingen–Schweinfurt-vasútvonal

## Forgalom
| Járat                                            | Útvonal                                                                            | Gyakoriság     |
| ------------------------------------------------ | ---------------------------------------------------------------------------------- | -------------- |
| Regional-Express                                 | Frankfurt am Main – Hanau – Aschaffenburg – (Würzburg) – Schweinfurt Hbf – Bamberg | 120 percenként |
| Regional-Express (Mainfranken-Thüringen-Express) | Würzburg – Schweinfurt Hbf – Mellrichstadt Bahnhof – Grimmenthal – Erfurt          | 120 percenként |
| Regional-Express (Franken-Thüringen-Express)     | Würzburg – Schweinfurt Hbf – Bamberg – Erlangen – Nürnberg                         | 120 percenként |
| Regionalbahn (Mainfrankenbahn)                   | (Schlüchtern – Jossa – Gemünden (Main) –) Würzburg – Schweinfurt Hbf – Bamberg     | 60 percenként  |
| Erfurter Bahn (EB 40) (Unterfranken-Shuttle)     | Schweinfurt Stadt – Schweinfurt Hbf – Mellrichstadt Bahnhof (– Meiningen)          | 60 percenként  |
| Erfurter Bahn (EB 50) (Unterfranken-Shuttle)     | Schweinfurt Stadt – Schweinfurt Hbf – Bad Kissingen (–Gemünden (Main))             | 60 percenként  |

## Képek

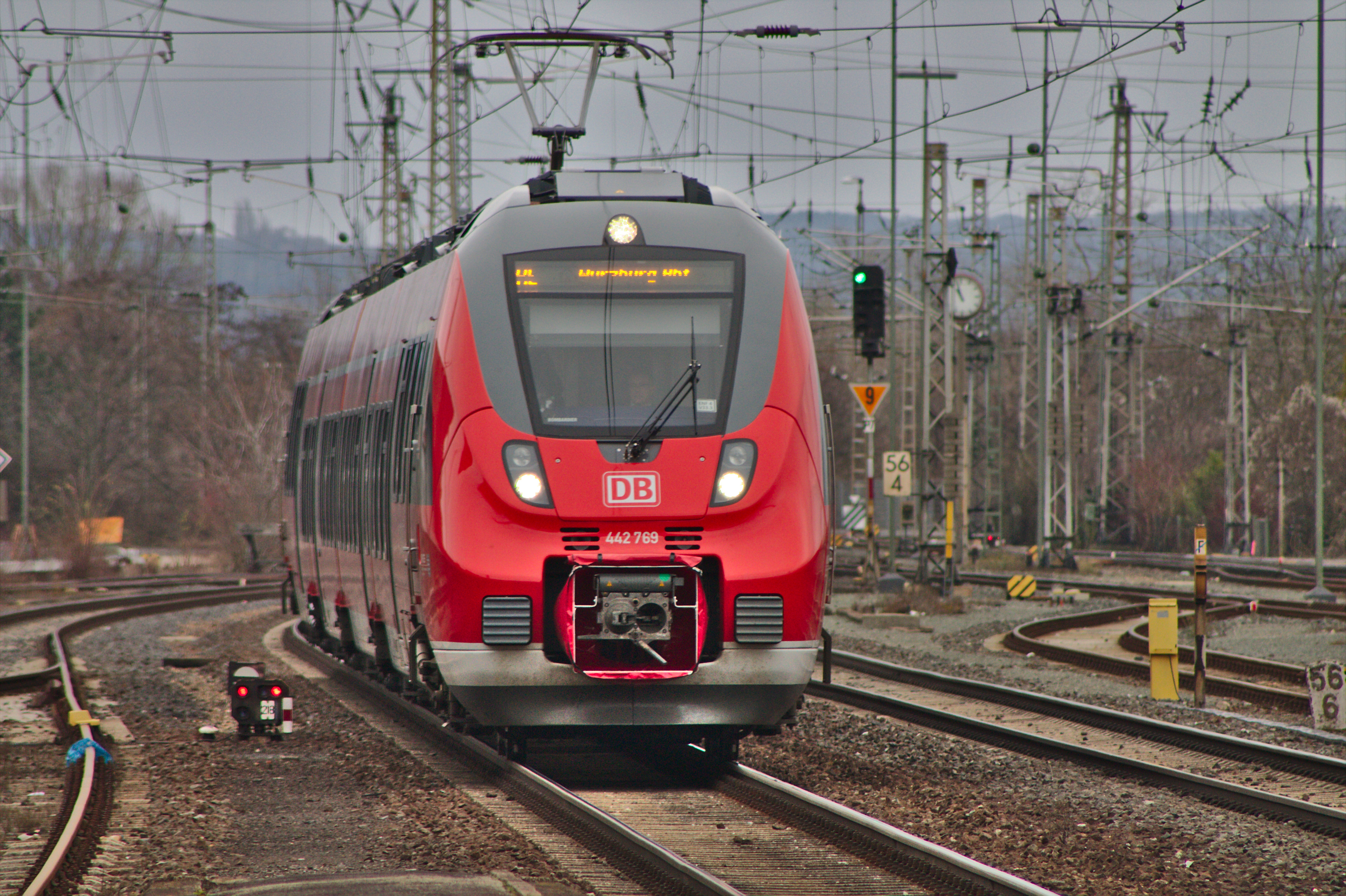
A Franken-Thüringen-Express
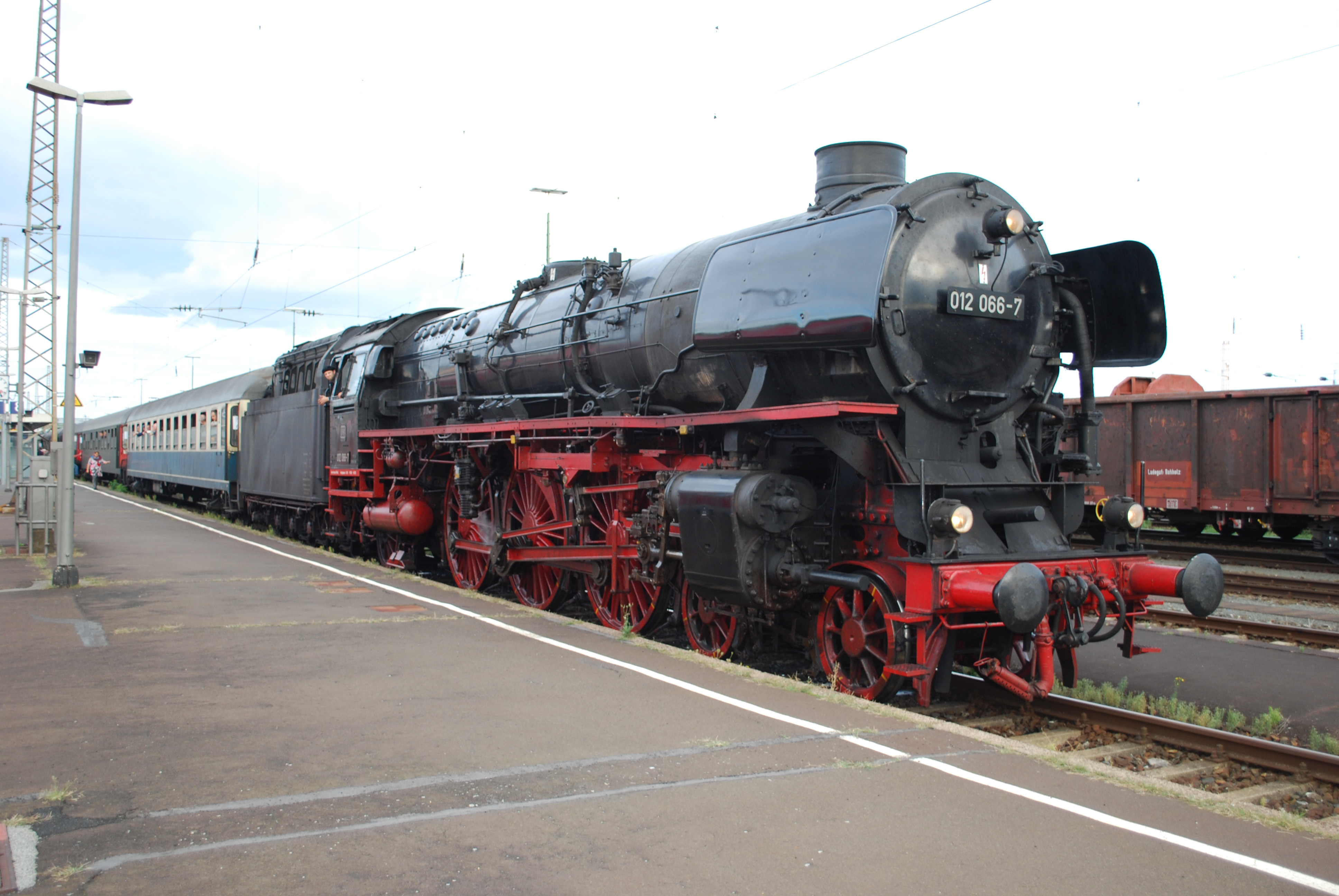
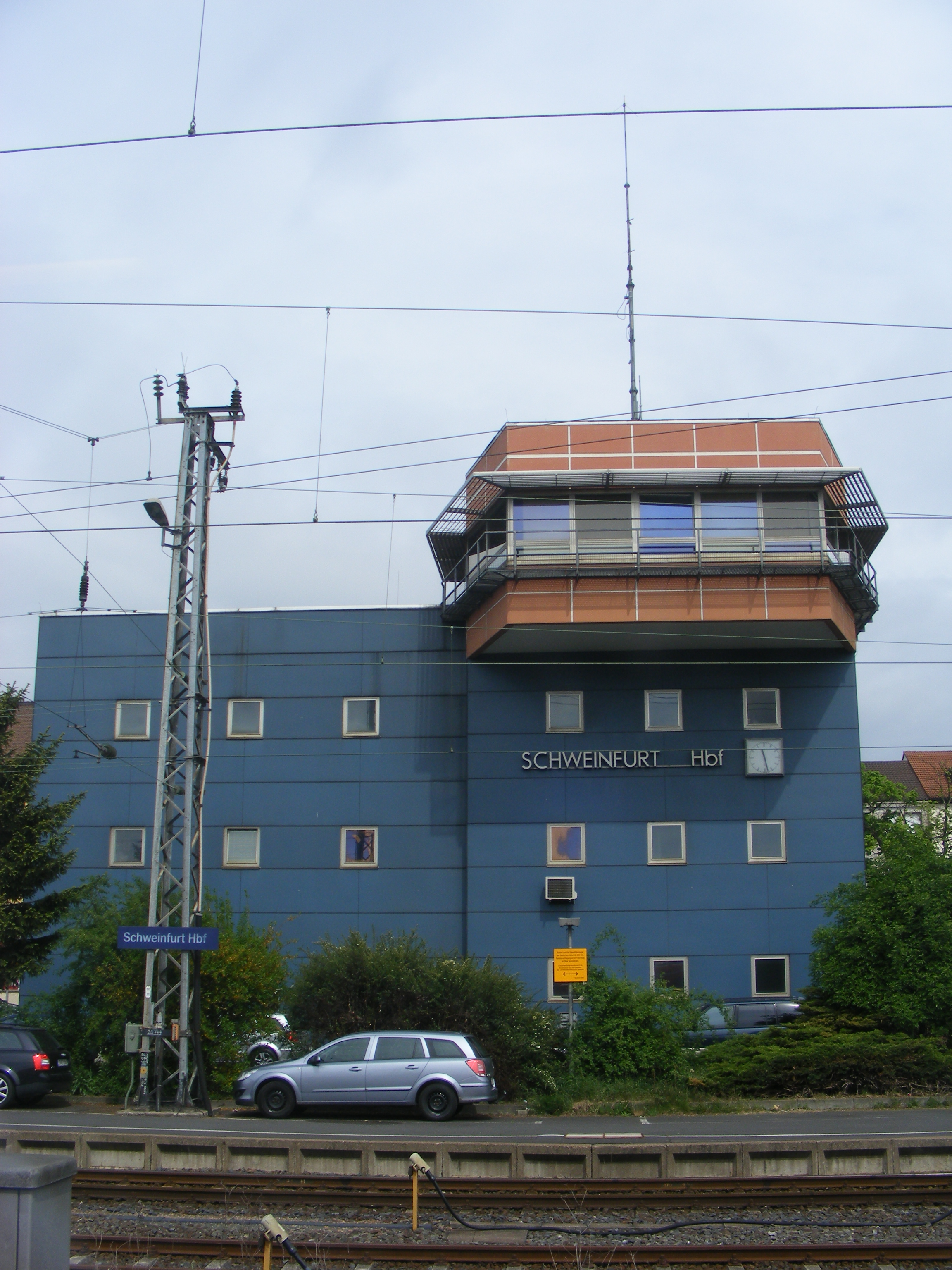